# Casa Casuarina
La Casa Casuarina, également connu sous le nom de Versace Mansion, est une propriété américaine construite en 1930 et rachetée en 1992 par le styliste de mode italien Gianni Versace qui en sera le propriétaire jusqu'à son assassinat en 1997, survenu à l'entrée de cette demeure. 
Elle est située à Miami Beach sur Ocean Drive dans le Miami Beach Architectural District. Depuis 2015, la propriété est devenu un hôtel de luxe sous le nom de The Villa, Casa Casuarina.

## Histoire

### Alden Freeman
La Casa Casuarina fut construite en 1930 dans le style architectural néo-méditerranéen par l'architecte Alden Freeman qui était le fils de Joel Freeman, trésorier de la Standard Oil Company. Il habitera la résidence avec son fils adoptif Charles Boulton. Une anecdote raconte qu'une capsule temporelle aurait pu être cachée dans l'un des murs de l'édifice.
Alden Freeman affirma que le bâtiment fut inspiré de l'Alcazar de Colon (résidence de l'époque coloniale de Saint-Domingue) et ses blocs de pierres coralliens. Addison Mizner en sera le décorateur d’intérieur.
Le nom se traduit par « maison du pin australien » et son origine proviendrait d'un roman de William Somerset Maugham, Le Sortilège malais (en anglais : The Casuarina Tree) ou pourrait également être une référence à un arbre situé sur le terrain et qui aurait pu survivre à l'ouragan que Miami a connu en 1926.
Les principales caractéristiques du bâtiment comprennent un observatoire, une petite réplique de la tour de la Forteresse Ozama en République dominicaine et environ 100 médaillons de personnages historiques (tels que Lénine, Mussolini et Jules César) sur les murs.
Alden Freeman mourut en 1937.

### The Amsterdam Palace
Un certain Jacques Amsterdam achètera ensuite la propriété et la convertira en un immeuble de 24 logements baptisé The Amsterdam Palace. 
Il changera par la suite de mains à plusieurs reprises et sera renommé Christopher Columbus Appartments par rapport au lien entre les caractéristiques architecturales de la maison et l'époque de Christophe Colomb.

### Gianni Versace
En 1992, Gianni Versace acquiert la propriété pour 2,95 millions de dollars et la renomme. Il y convertit les 24 appartements du bâtiment en 8 chambres, 2 cuisines, 3 salons, 10 salles de bains, un bar, une bibliothèque, 4 salles de séjour et y installe une climatisation centrale. Il promet de rénover l'historique bâtiment de Miami Beach en Floride, aux États-Unis, et de lui faire retrouver son état original.
En 1993, Versace achète pour 3,7 millions de dollars l'hôtel Revere (construit en 1950), qui le jouxte, et le détruit, malgré sa classification en tant que monument historique, pour en faire une piscine et un jardin. L’historien de l’art et paysagiste anglais Roy Strong travaille pour Versace sur les modifications de la propriété. Strong avait également créé des jardins à la Villa Fontanelle de Versace sur le lac de Côme.
Le 15 juillet 1997, Versace est tué par balles par le tueur en série Andrew Cunanan, à l'entrée de la villa,,.

### Après Versace
La résidence est rachetée par Peter Loftin, un magnat américain des télécoms, pour 19 millions de dollars en 2000 ; il rénove la propriété pour la transformer en un hôtel avec boutiques, restaurant et lieu de congrès. Le restaurant s'appelait Il Sole at The Villa Casa Casuarina. Mis aux enchères, l'hôtel fut ensuite racheté par VM South Beach, LLC pour 41.5 millions de dollars en 2013. Depuis 2015, The Villa, Casa Casuarina est un hotel de luxe avec 10 suites et le restaurant fut renommé Gianni's.

## Galerie

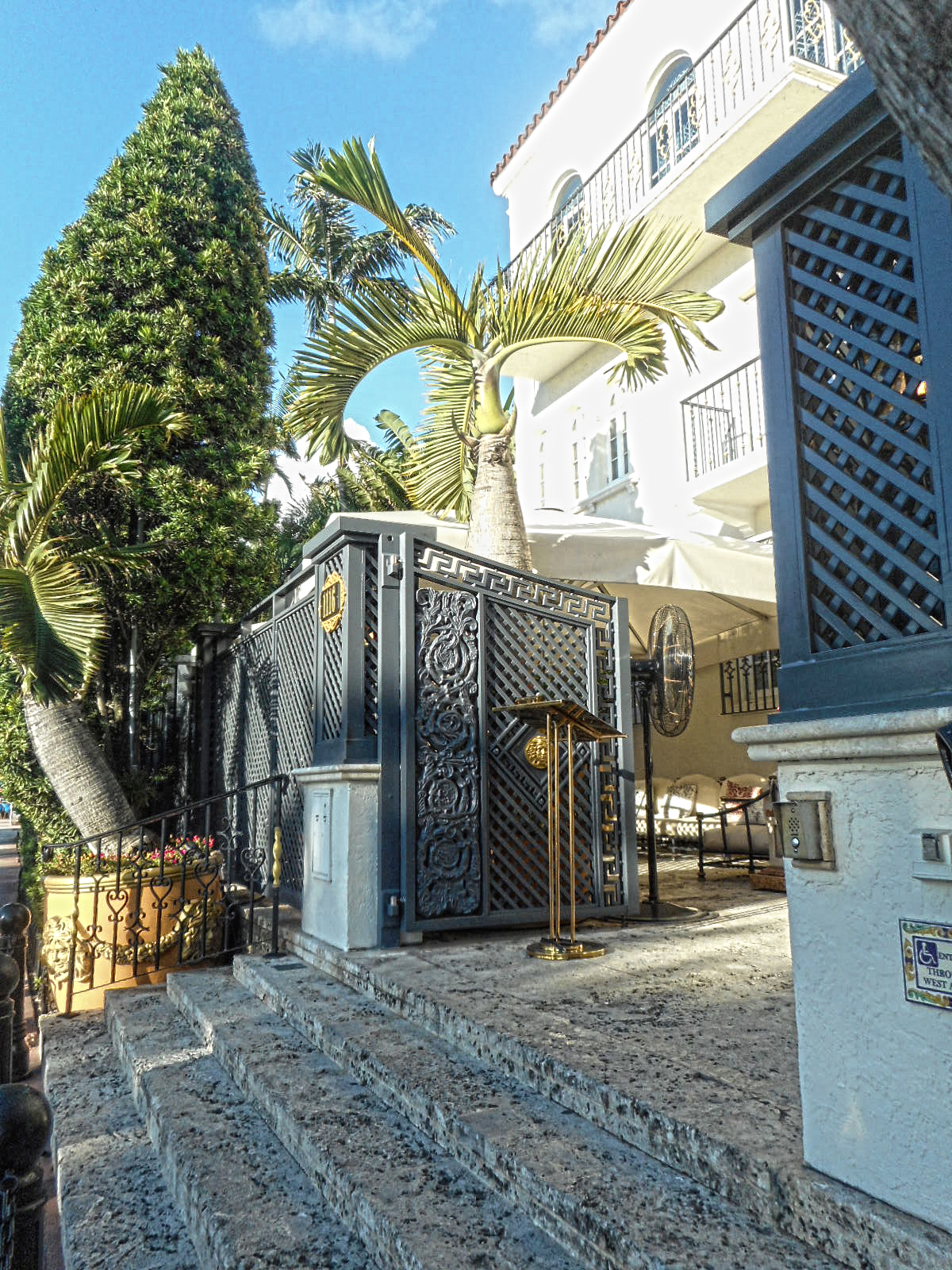
Les escaliers d'entrées où Gianni Versace fut assassiné par Andrew Cunanan
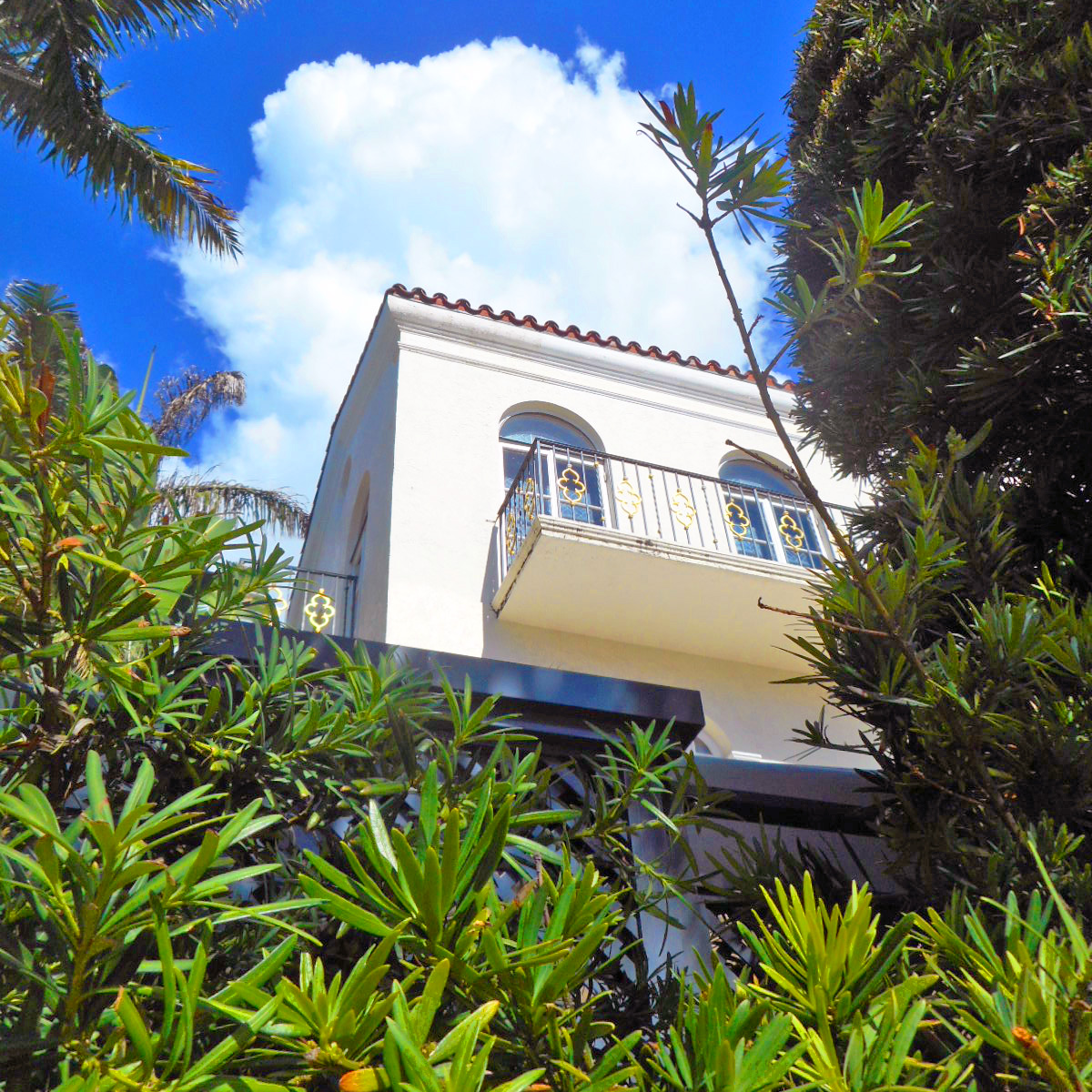
Un balcon de la Casa Casuarina
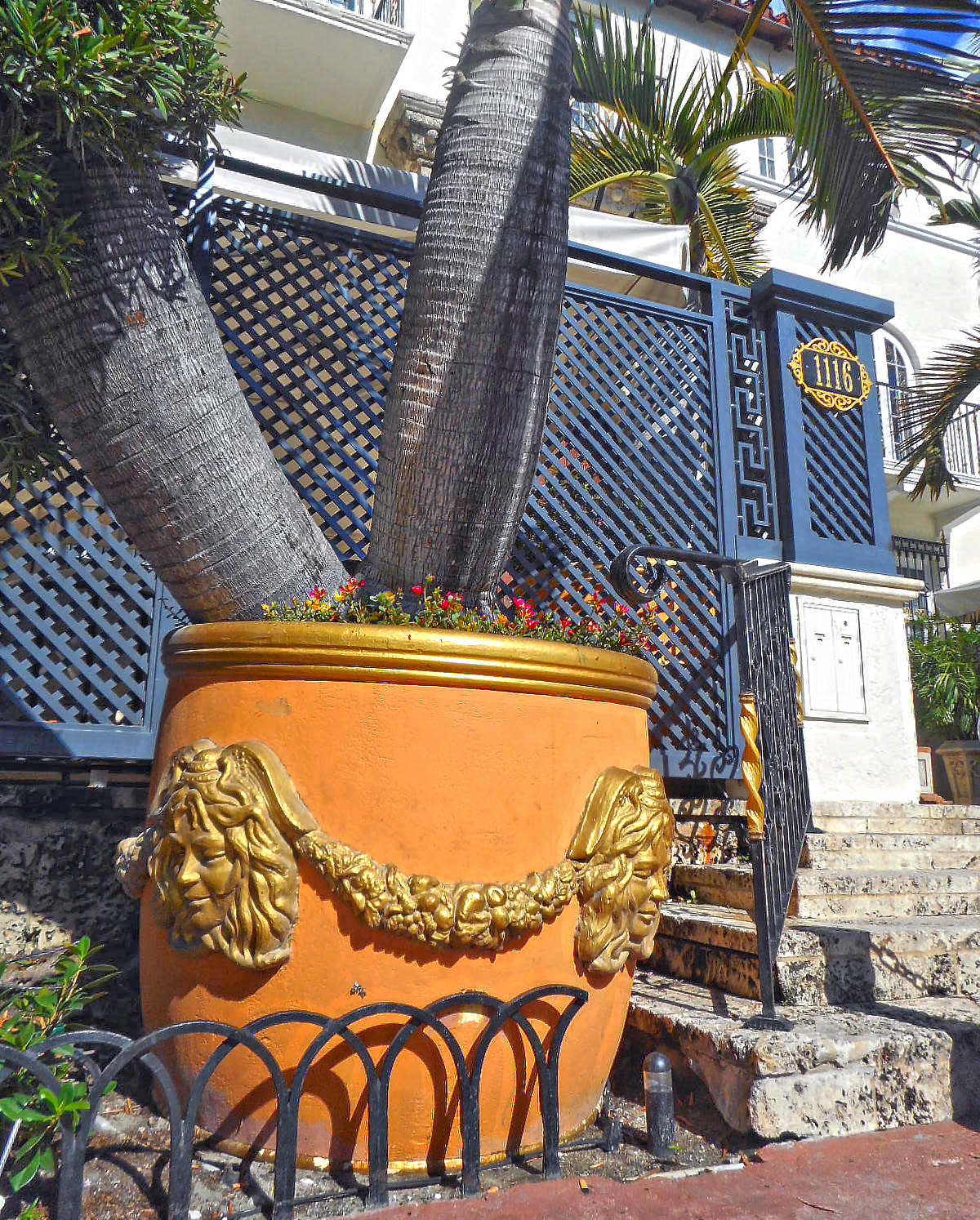
Jardinières orange et or à l'extérieur de la villa
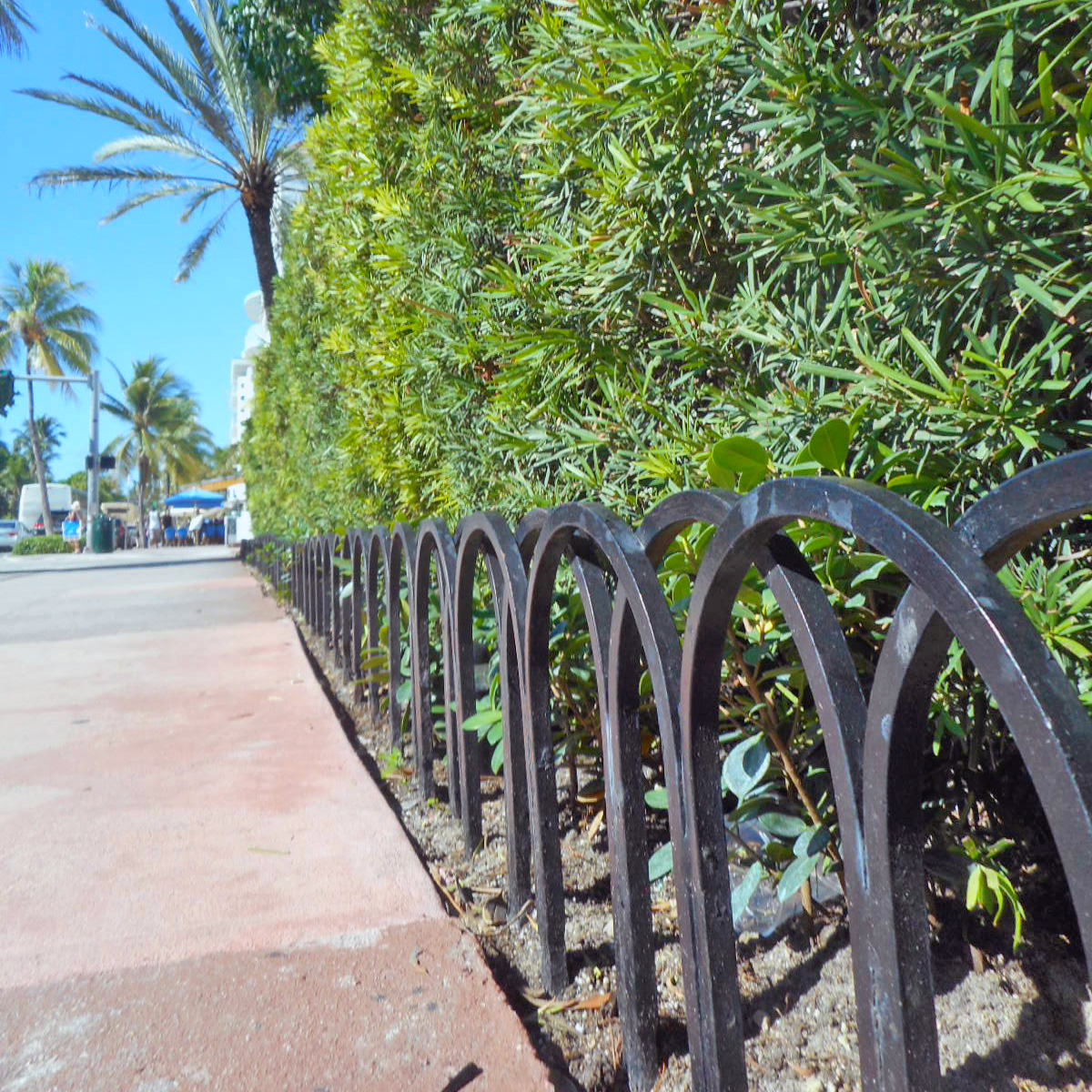
Garde-corps en métal de rue périmétrique
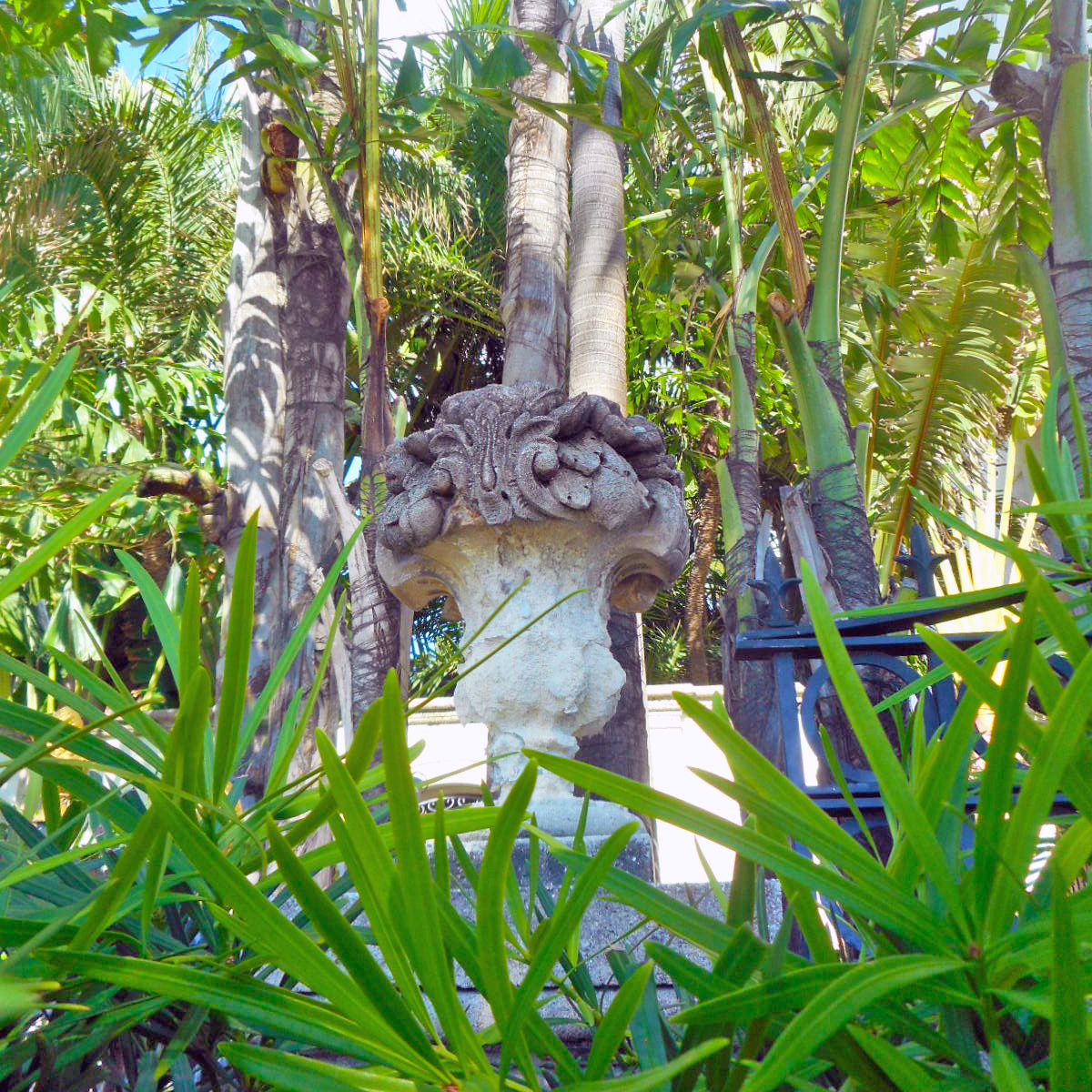
Détail de la corbeille à fruits murale
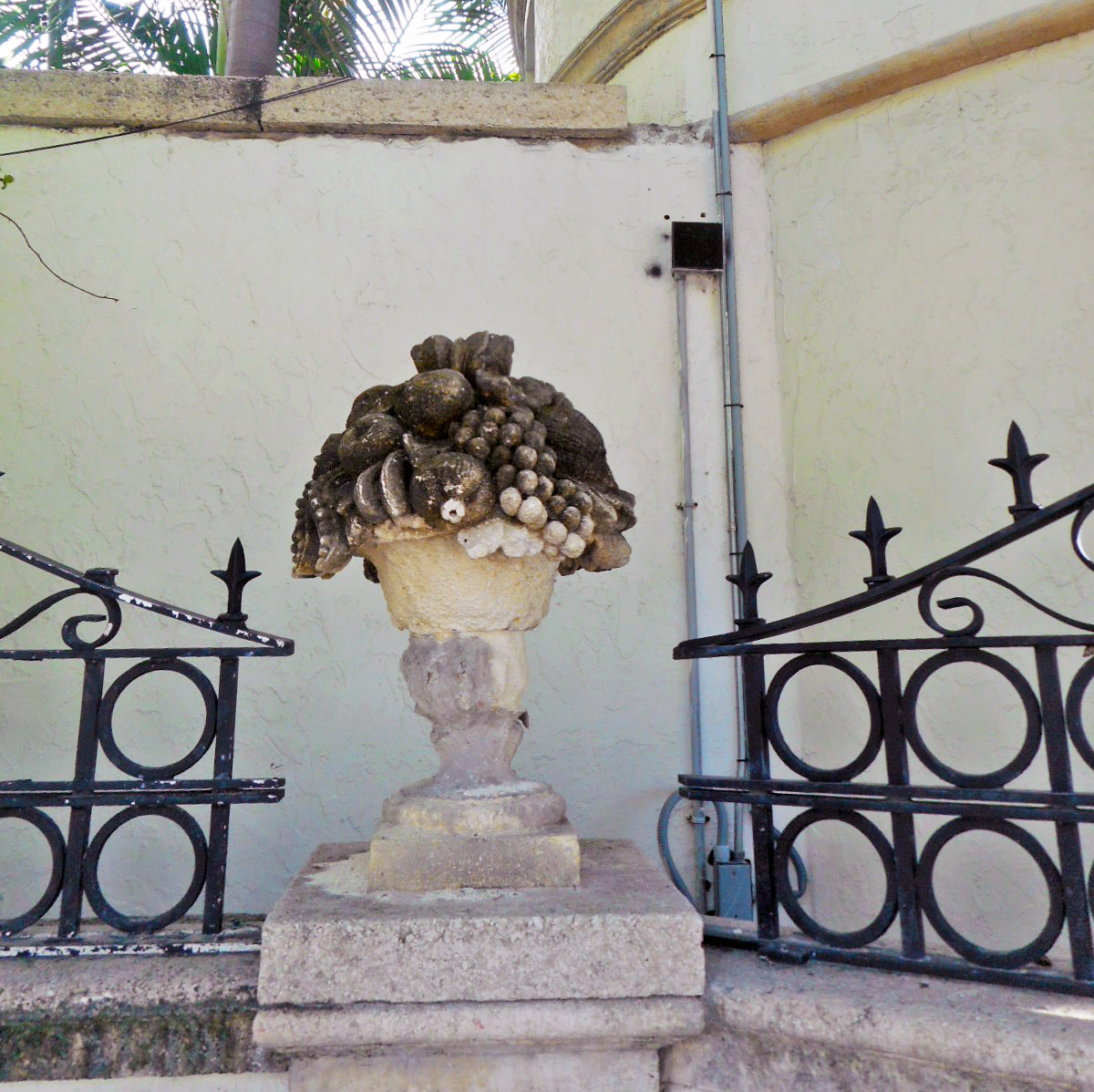
Un autre bol de fruits mural
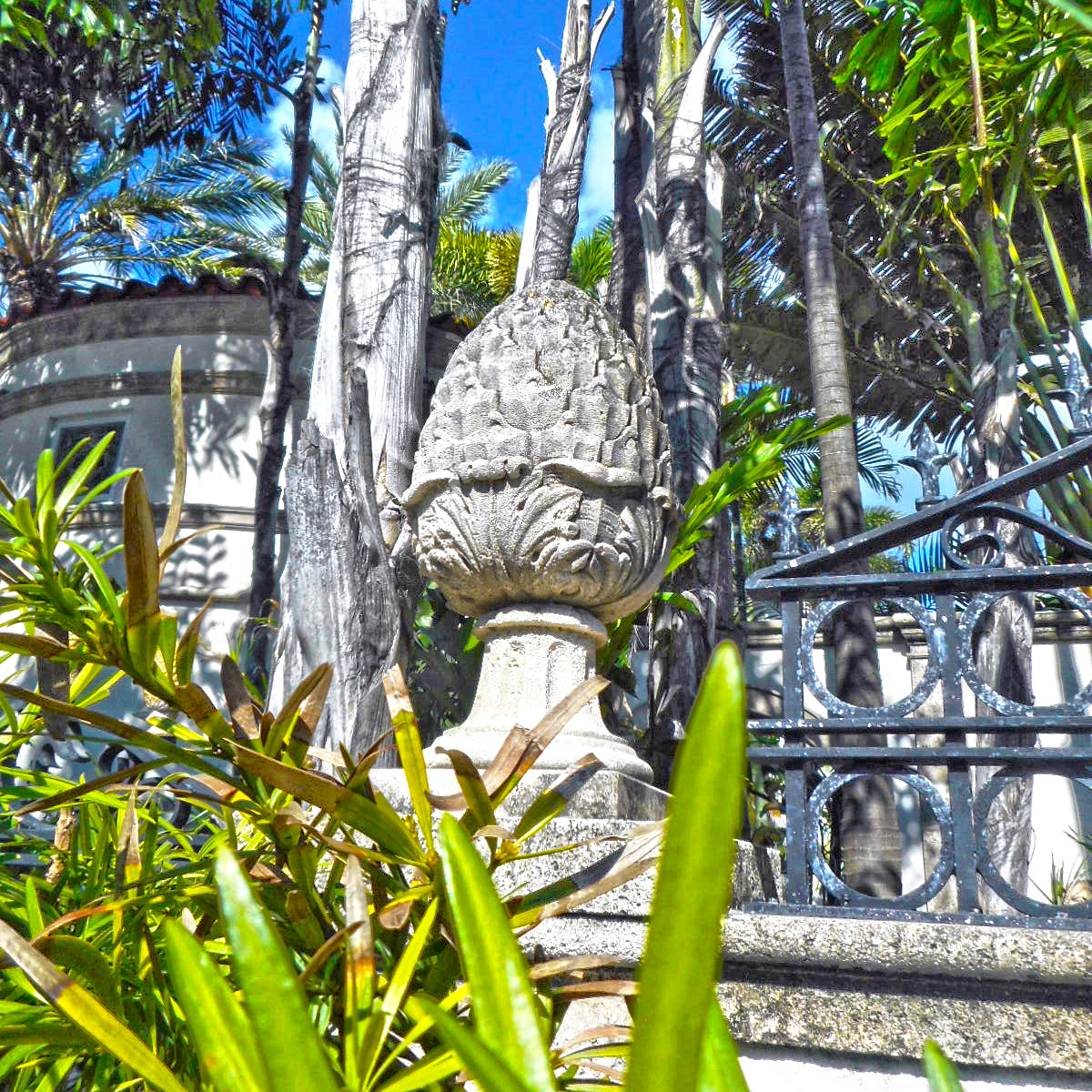
Détail pomme de pin murale
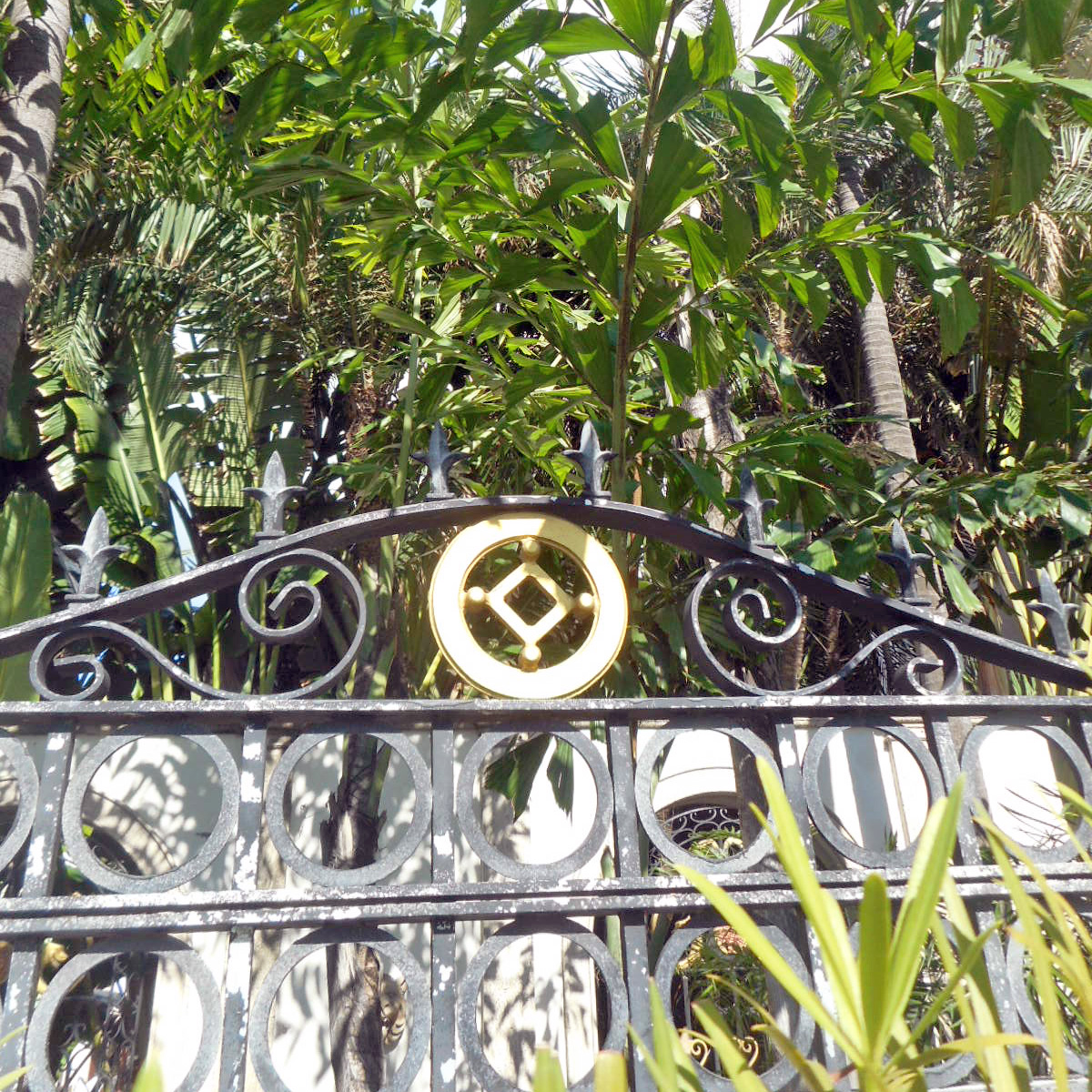
Médaillon rond en fer forgé mural
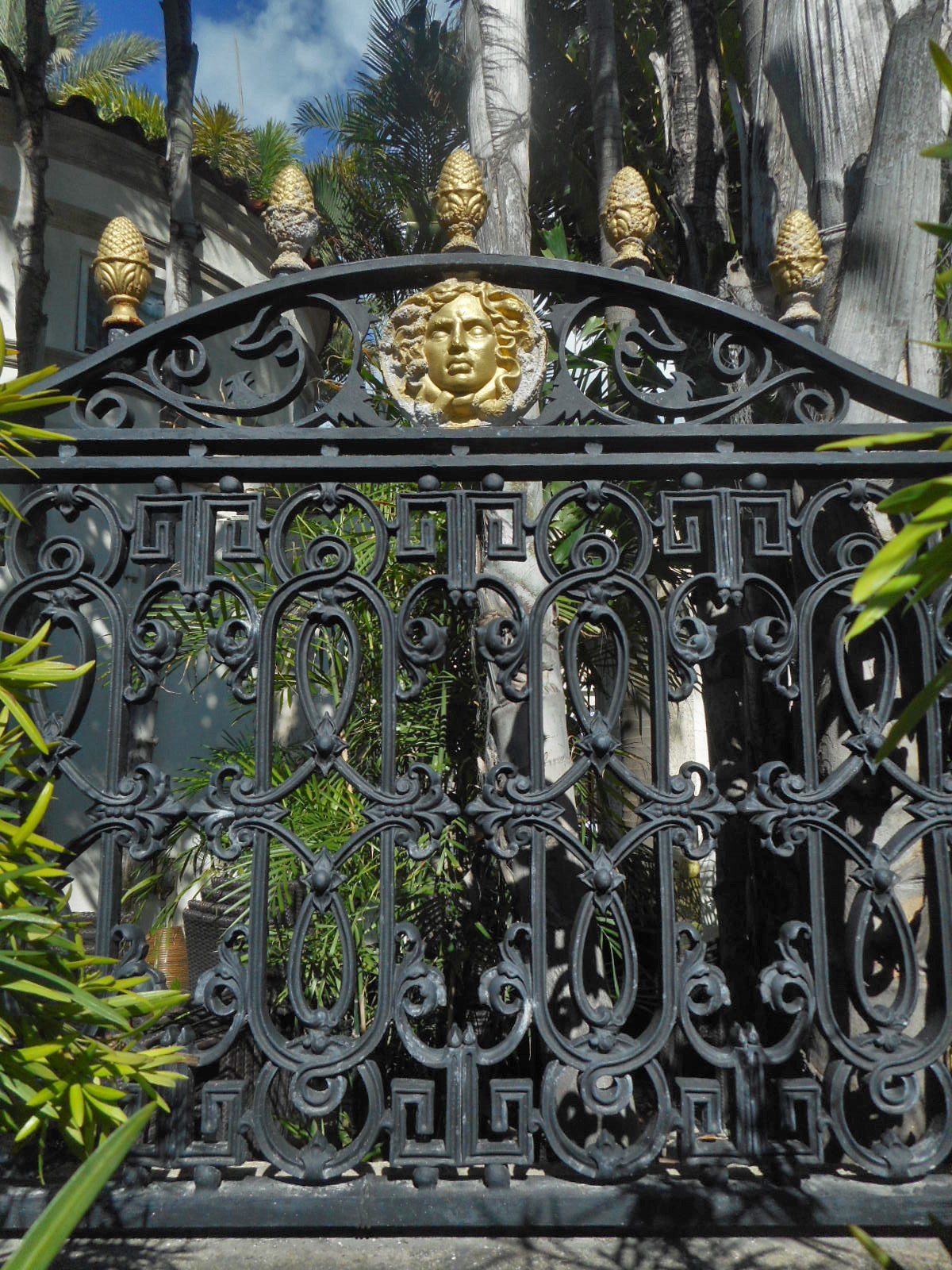
Tête de Méduse et pommes de pin
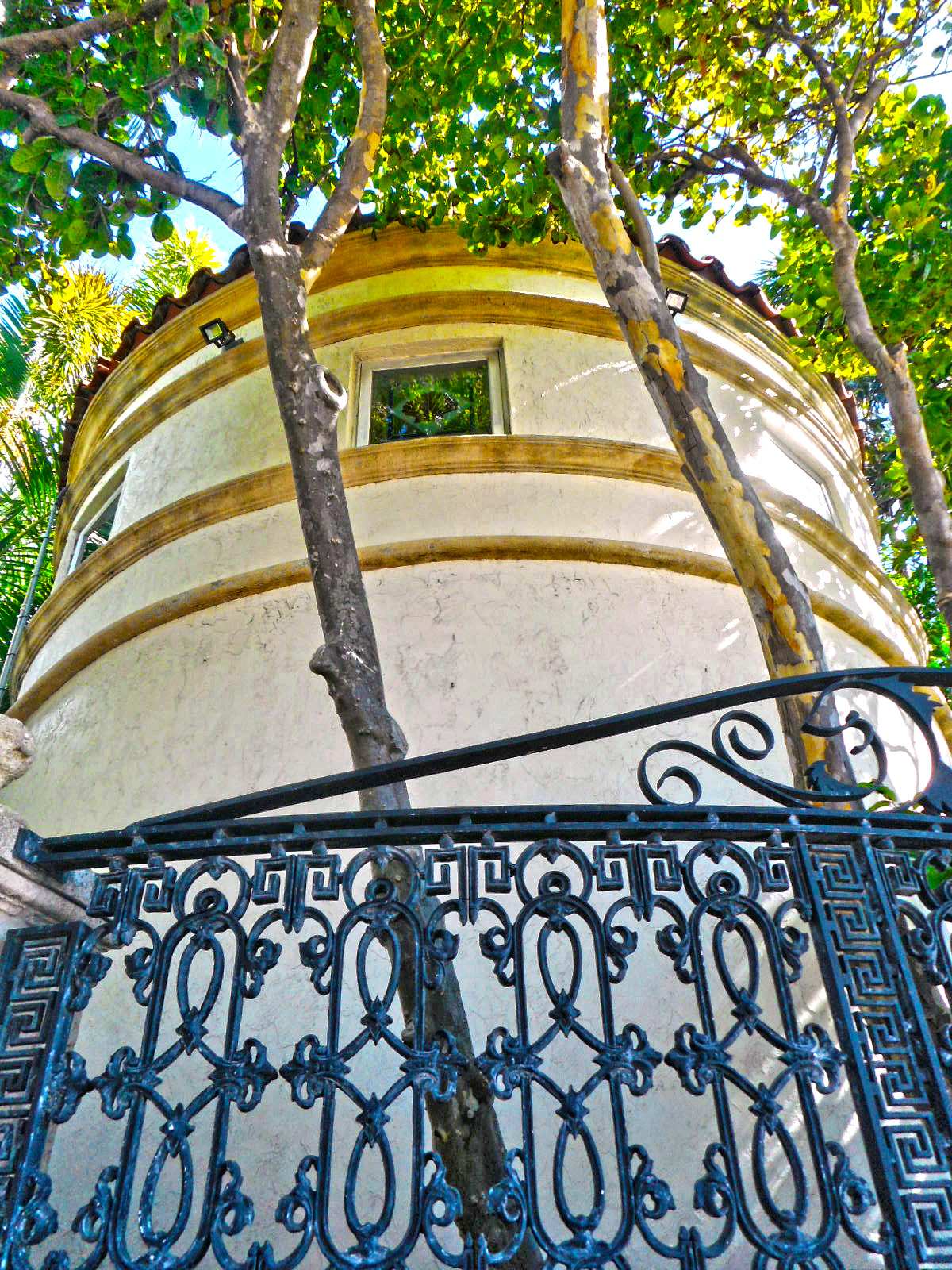
Tour ronde et clôture en fer
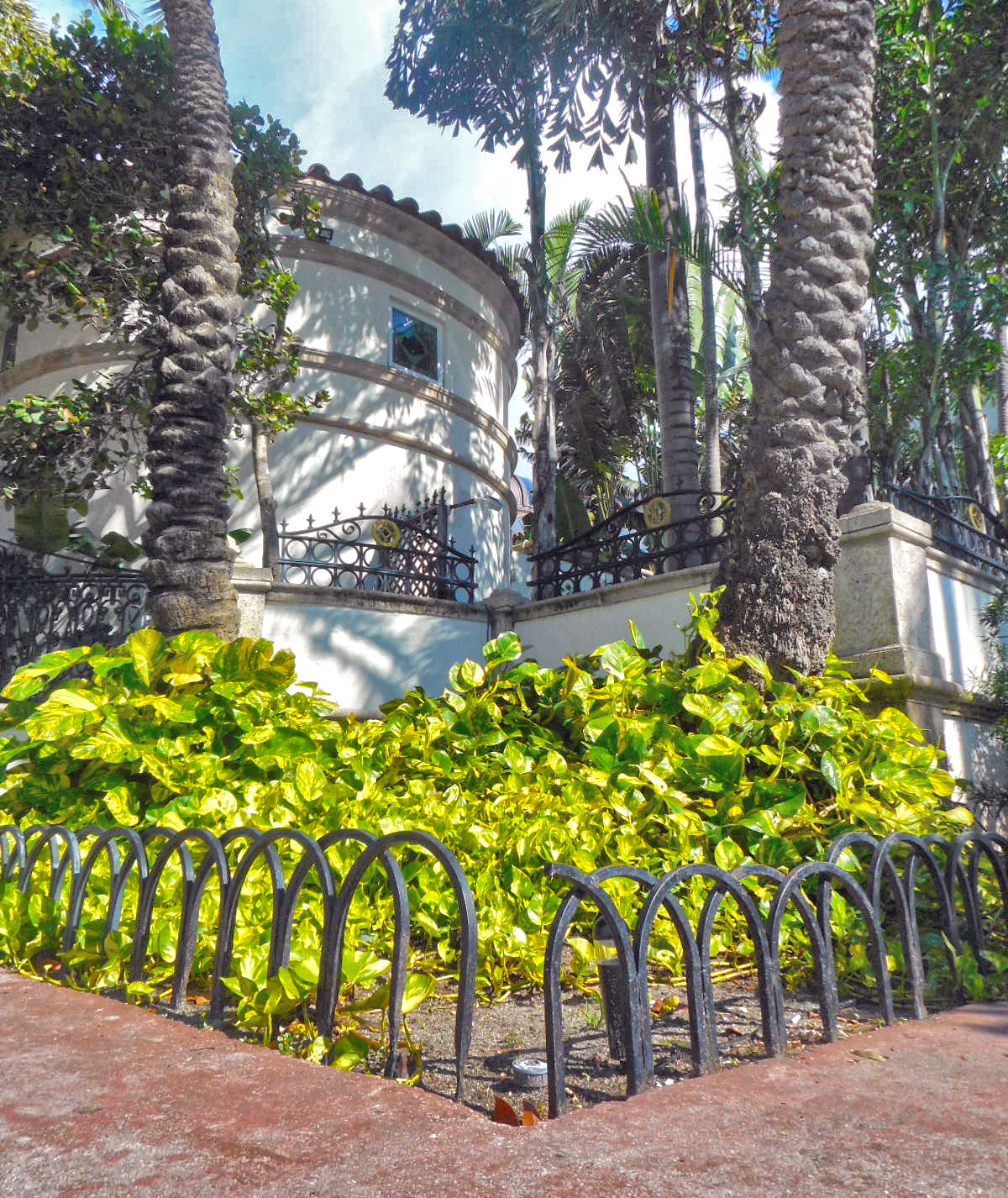
Coin sud-est
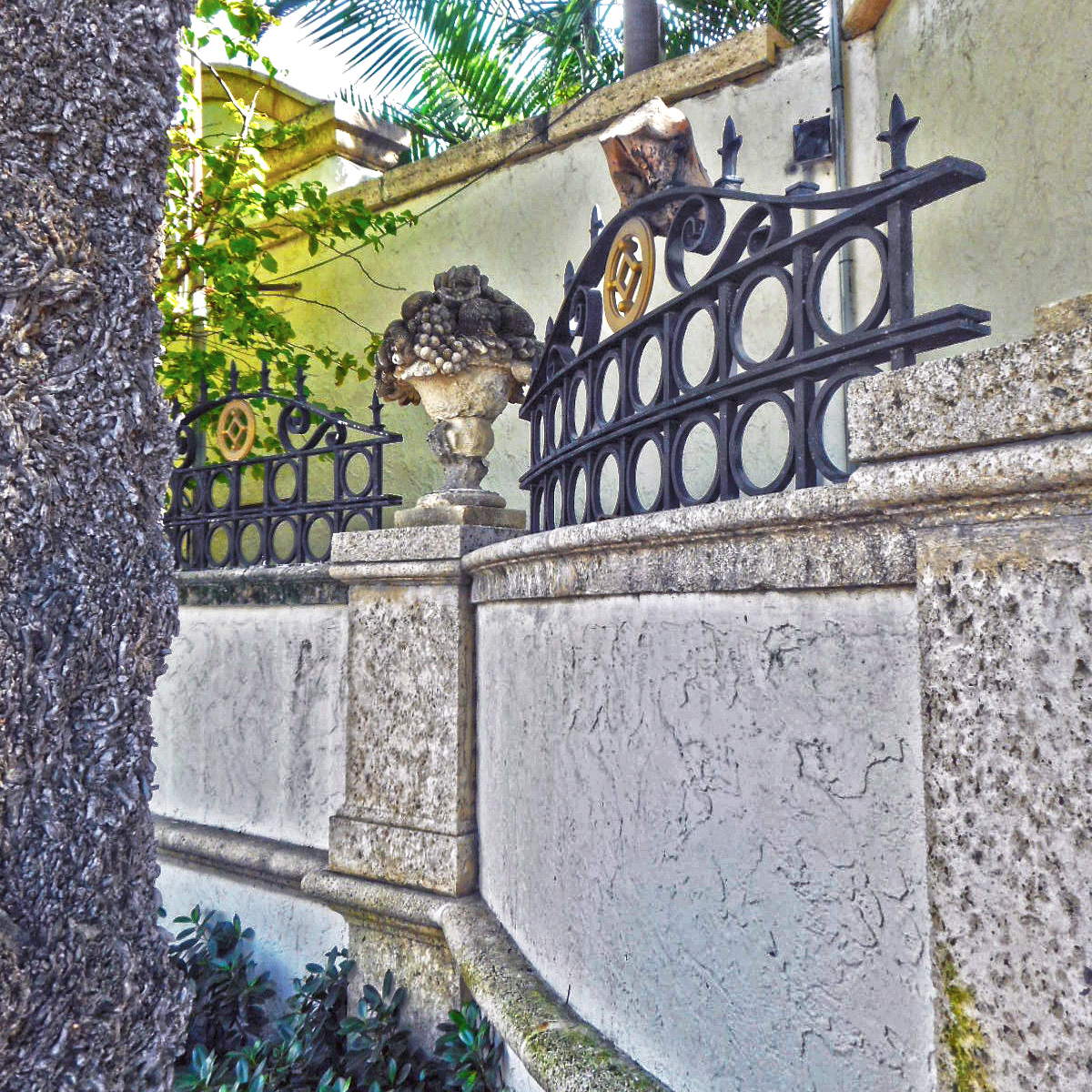
Détails du mur d'enceinte - côté sud
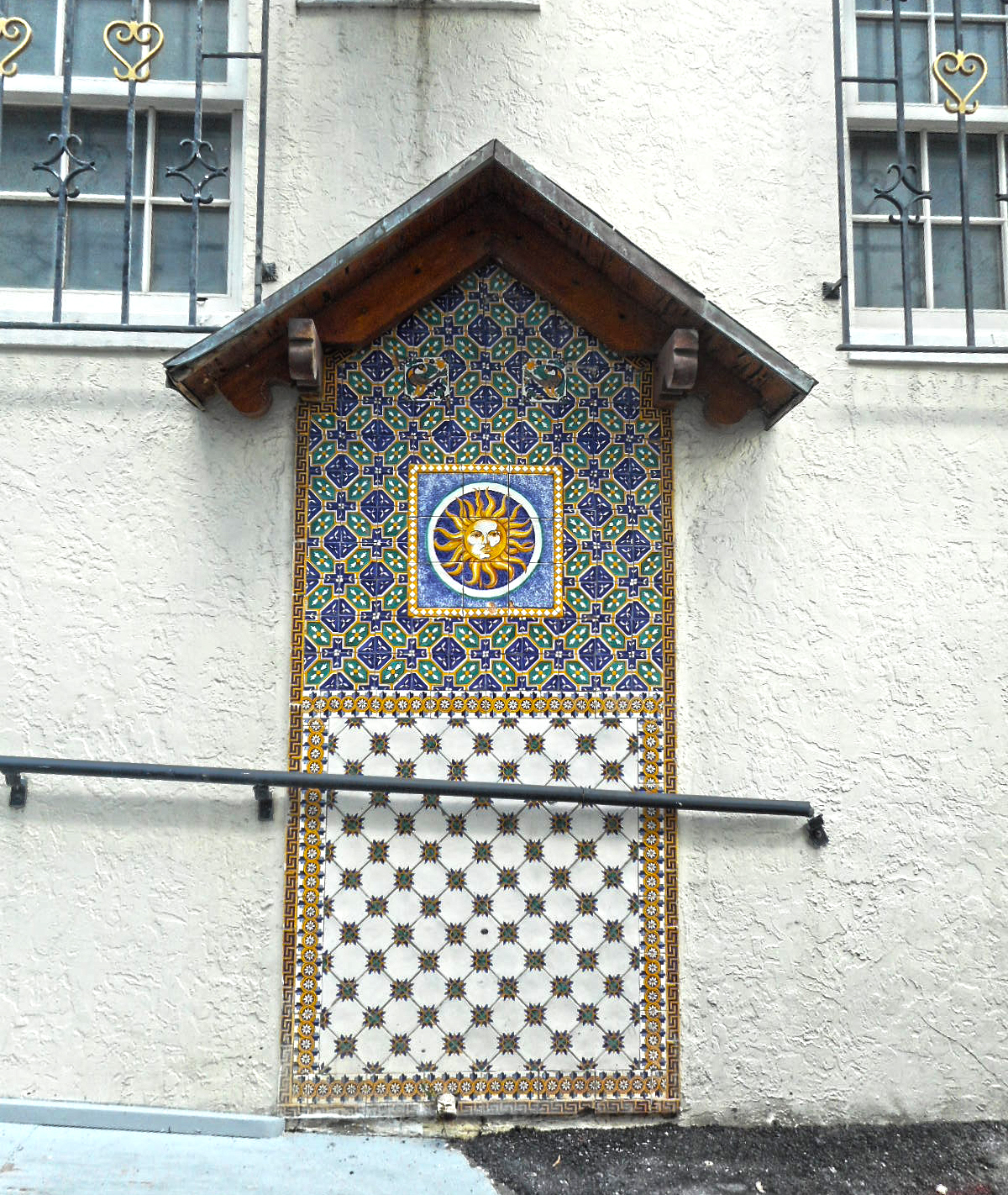
Entrée pour handicapés de l'allée pour Versace Mansion
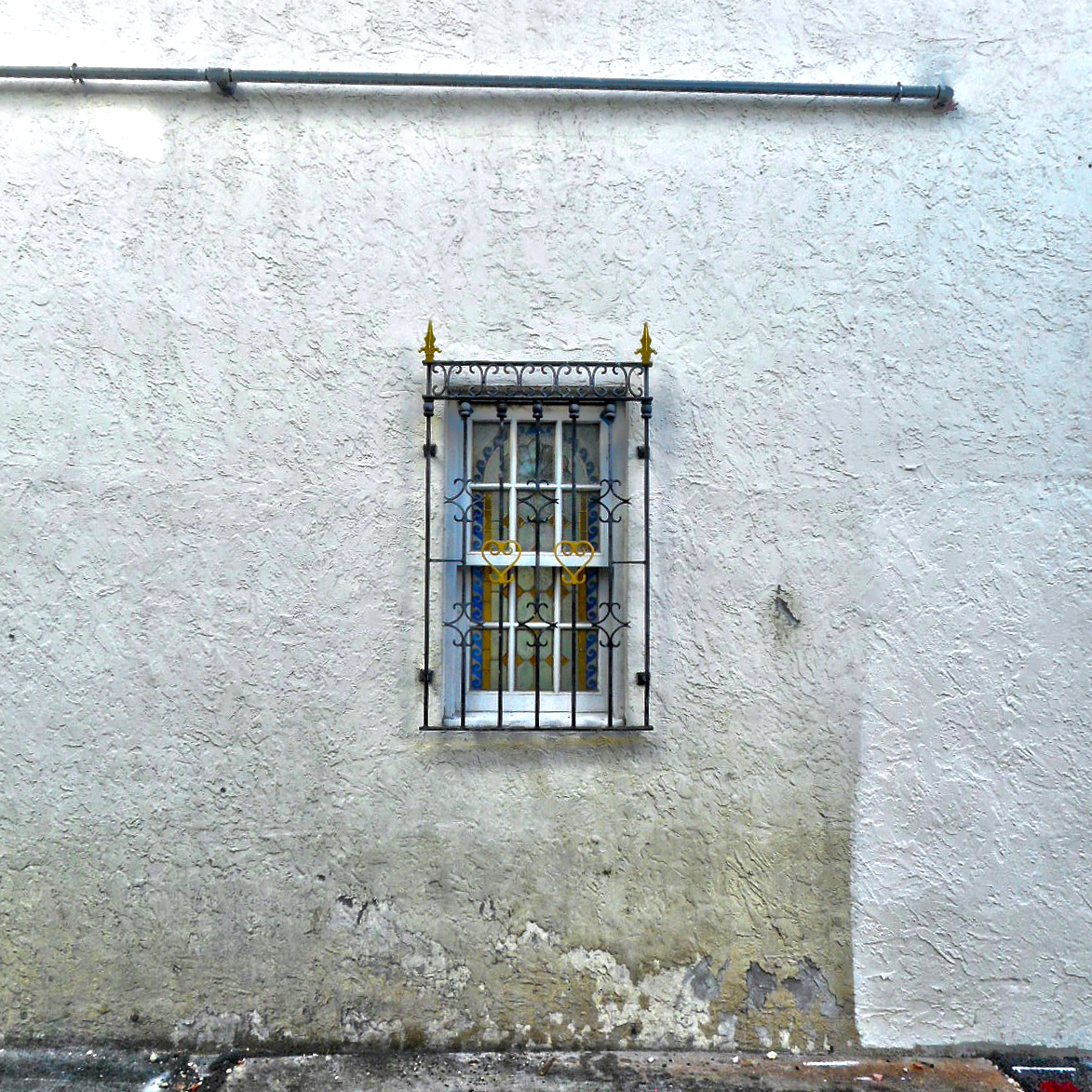
Petite fenêtre dans la ruelle
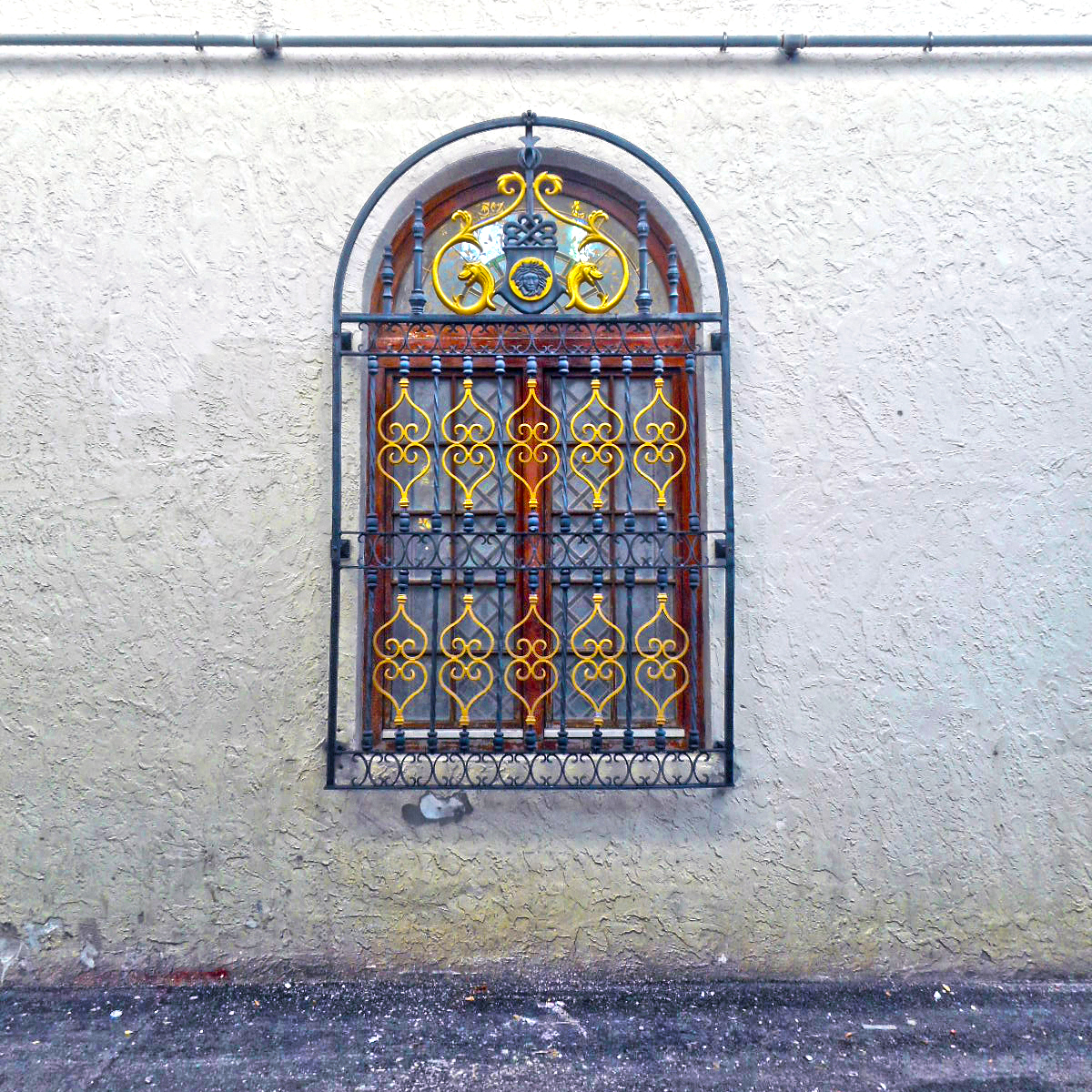
Grande fenêtre dans la ruelle
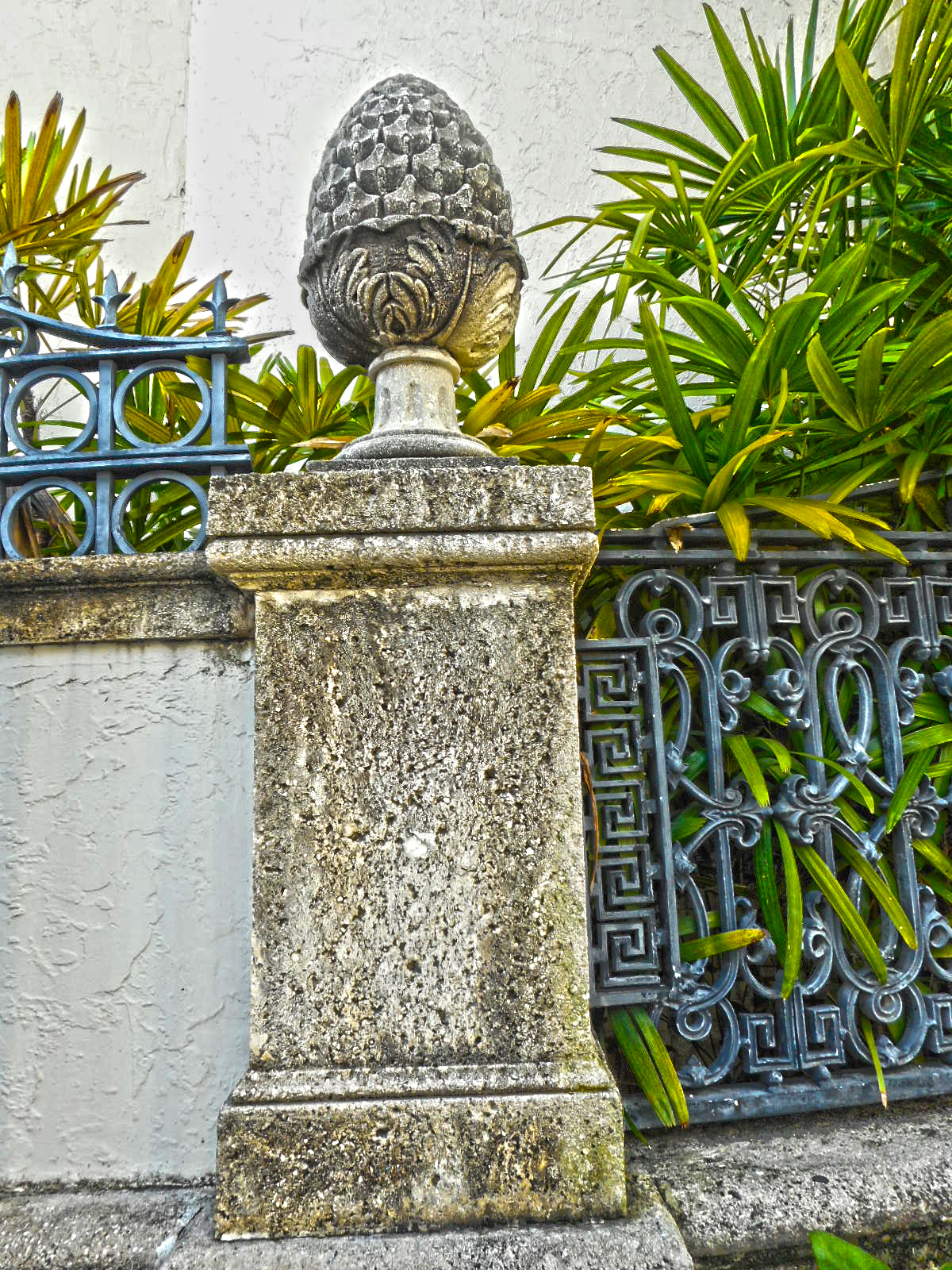
Mur périmétrique maçonnerie pomme de pin
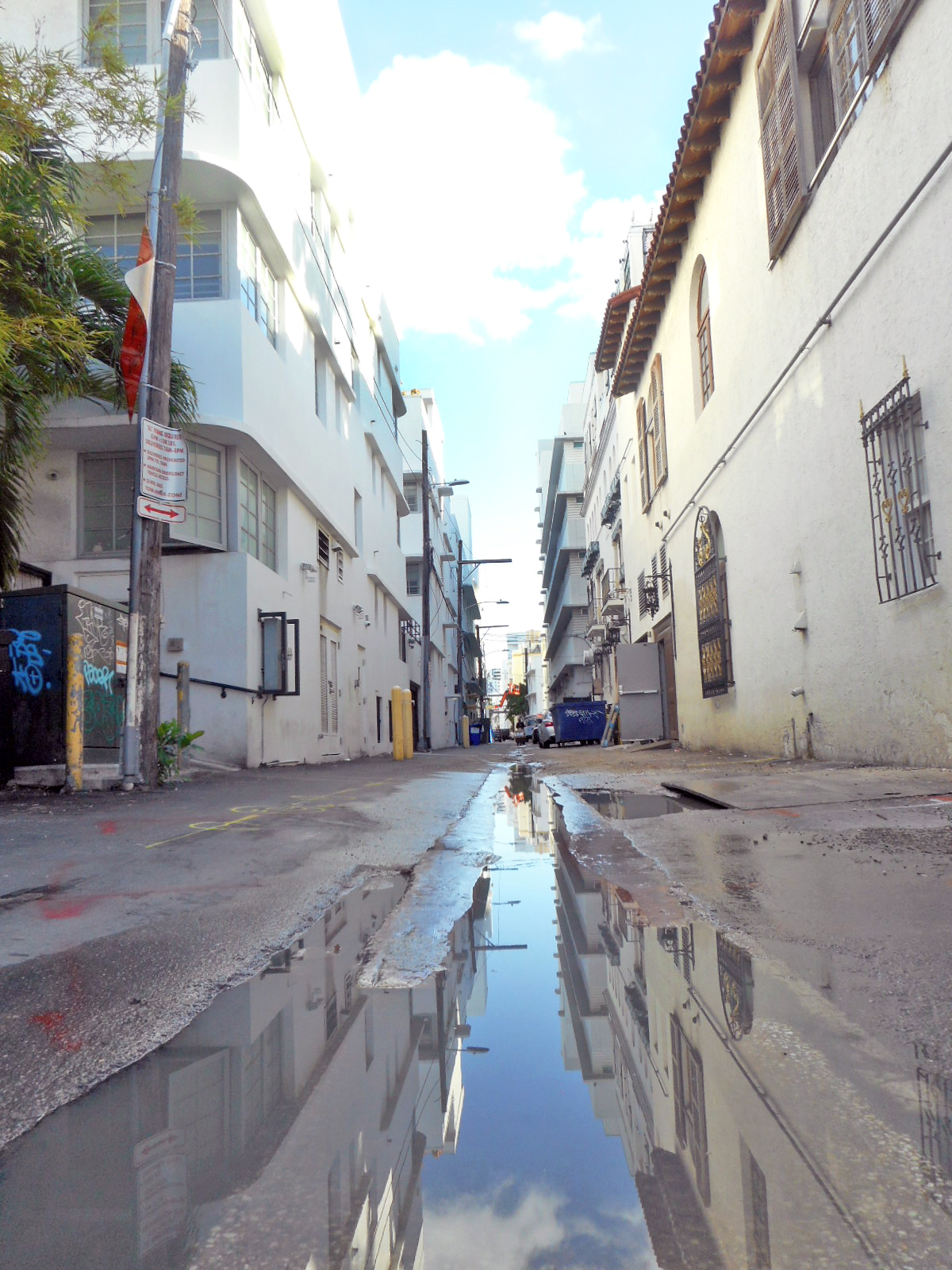
Ruelle vers le nord
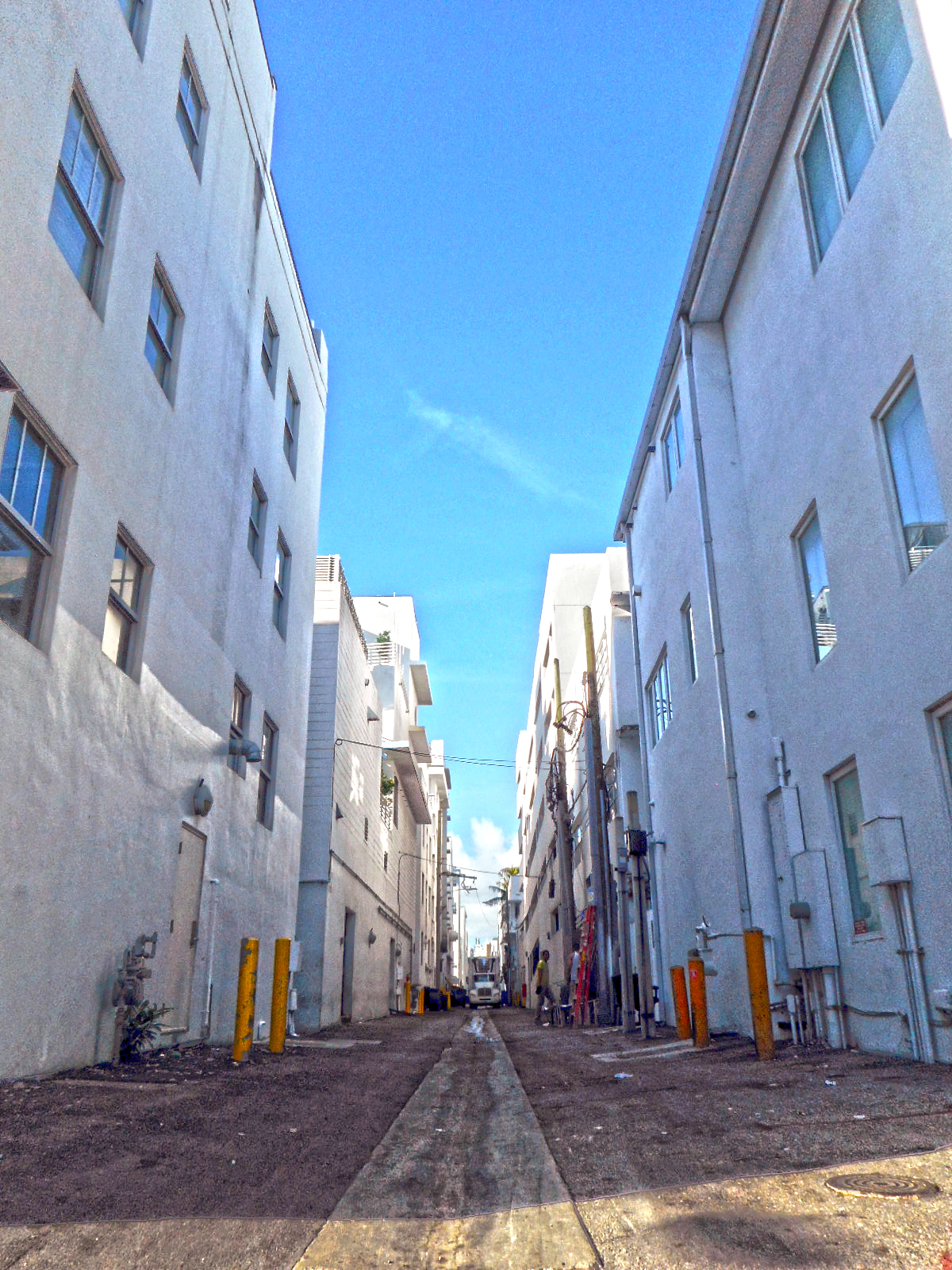
Ruelle derrière le bâtiment en direction du sud
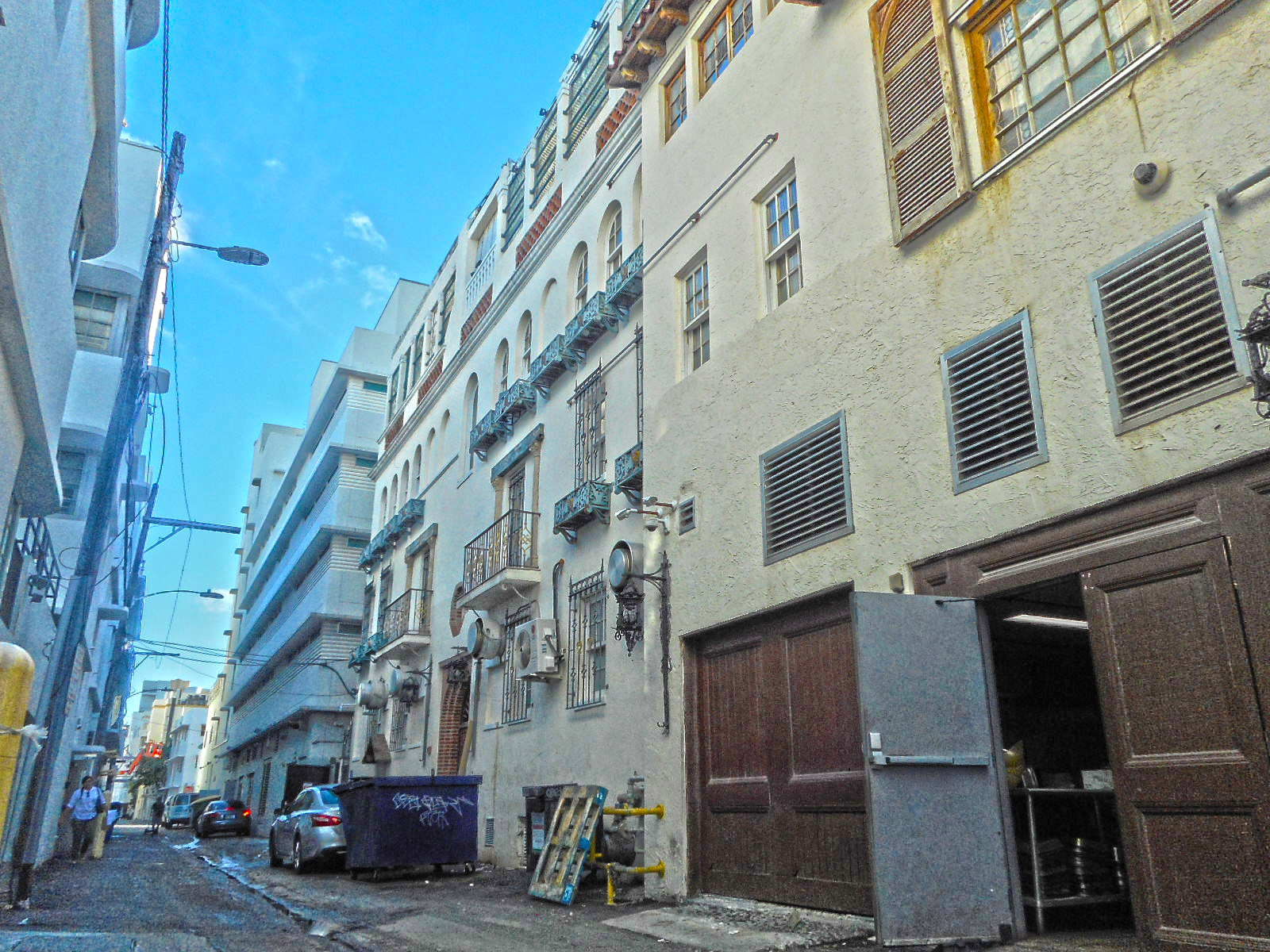
Arrière du manoir - vue sur la ruelle nord
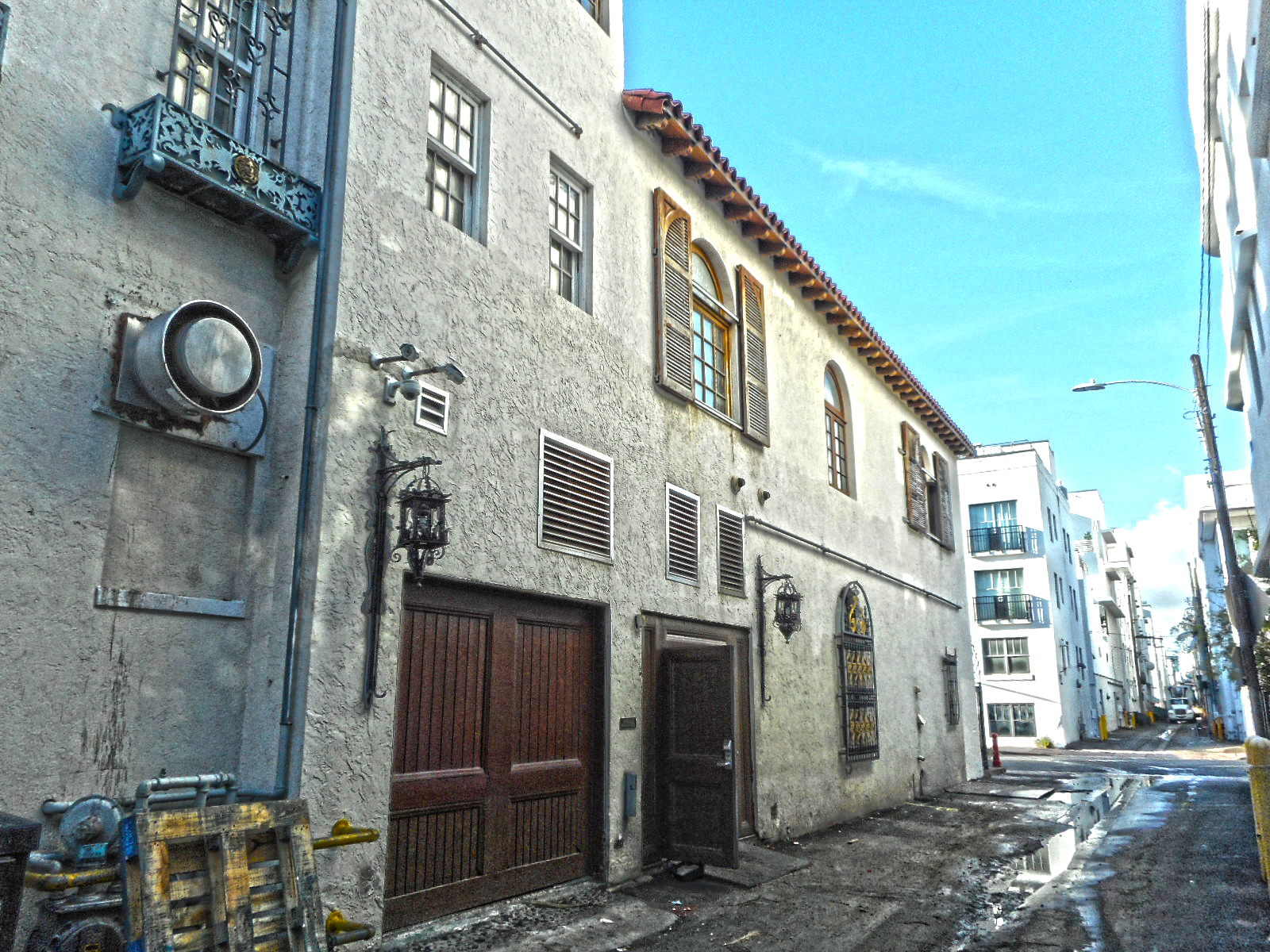
Arrière du manoir - vue sur la ruelle sud